# راندي غاردنر (متزلج فني)
راندي غاردنر (بالإنجليزية: Randy Gardner)‏ هو متزلج فني أمريكي، ولد في 2 ديسمبر 1958 في لوس أنجلوس في الولايات المتحدة.

## وصلات خارجية
- راندي غاردنر على موقع أوليمبيديا (الإنجليزية)
- راندي غاردنر على موقع إن إن دي بي (الإنجليزية)